# Ludovic Fabregas
Ludovic Fabregas (født 1. juli 1996) er en fransk håndboldspiller, som spiller i Veszprém KC og for Frankrigs herrehåndboldlandshold.
Han startede karrieren hos Montpellier Handball, hvor han vandt både den Franske Pokal og EHF Champions League. Derefter tog han til FC Barcelona, hvor han vandt både Champions League, den spanske liga, spanske pokal, ligapokal og Supercup.
I 2023 skiftede han til ungarske Veszprém KC.
Med Frankrig har han vundet både EM, VM og OL guldmedaljer.

## Privat
Fabregas' forældre kommer fra Katalonien og flygtede til Frankrig fra Francos regime.